# Rangsdorf
Rangsdorf là một đô thị thuộc huyện Teltow-Fläming, bang Brandenburg, Đức. Đô thị Rangsdorf có diện tích 33,72 km², dân số thời điểm 31 tháng 12 năm 2006 là 9745 người. Đô thị này có một sân bay, nơi ngày 20 tháng 7 năm 1944 Claus Schenk Graf von Stauffenberg đã bay để cố gắng sát hại không thành công Adolf Hitler tại Wolfsschanze.